# Helena Sandström Cruz
Helena Elisabeth Sandström Cruz, född Sandström 26 augusti 1978, är en svensk regissör, dramatiker och skådespelare.
Sandström Cruz avlade kandidatexamen i socialantropologi och filmvetenskap vid Stockholms universitet 2003 och magisterexamen i skådespeleri 2013 (programmet: Den icke-realistiska skådespelaren) vid Stockholms dramatiska högskola.
Sandström Cruz är gift med Isabel Cruz Liljegren. De har samarbetat inom teatern med föreställningarna Peptalk för Sverige, Jeremiah Terminator och Nakna som foster och gudar.

## Teater

### Manus
- Roflmaowtime[2]
- Yamamba
- Jeremiah Terminator
- Lust
- Kleopatra

### Regi
| År   | Produktion                 | Upphovsmän                                                | Teater                             |
| ---- | -------------------------- | --------------------------------------------------------- | ---------------------------------- |
| 2010 | Yamamba                    | Helena Sandström Cruz                                     | Ung scen/öst                       |
| 2015 | Välkommen till prekariatet | Johanna Emanuelsson Efter en idé av Helena Sandström Cruz | Kulturhuset Stadsteatern           |
| 2016 | Peptalk för Sverige        | Isabel Cruz Liljegren                                     | Orionteatern                       |
| 2017 | Jeremiah Terminator        | Helena Sandström Cruz                                     | Kulturhuset Stadsteatern           |
| 2018 | Glasäpplen                 | Anders Duus                                               | Örebro länsteater                  |
| 2018 | Bad Girls                  |                                                           | Maximteatern                       |
| 2019 | Nakna som foster och gudar | Isabel Cruz Liljegren                                     | Folkteatern i Göteborg/Riksteatern |
| 2019 | Ljusets rike 2039          | Lucas Svensson                                            | Regionteatern Blekinge Kronoberg   |
| 2019 | Lizzie                     | Steven Cheslik-DeMeyer, Tim Maner och Alan Stevens Hewitt | Östgötateatern                     |
| 2019 | Lust                       | Helena Sandström Cruz                                     | Riksteatern                        |
| 2021 | Kleopatra                  | Helena Sandström Cruz                                     | Regionteater Väst                  |
| 2022 | Apoteksvaror i Vällingby   | Martina Montelius                                         | Kulturhuset Stadsteatern           |

### Roller (ej komplett)
| År   | Roll | Produktion                                | Regi                  | Teater                   |
| ---- | ---- | ----------------------------------------- | --------------------- | ------------------------ |
| 2017 |      | Jeremiah Terminator Helena Sandström Cruz | Helena Sandström Cruz | Kulturhuset Stadsteatern |

## Utmärkelser
- 2019 - Glasäpplen (2018) blev uttagen till Scenkonstbiennalen.

### Stipendier
- 2016 - Stockholms stads kulturstipendium
- 2017 - Konstnärsnämnden arbetsstipendium

### Nomineringar
- 2016 - Girlnet nominerades till Prix Europa